# J'étais à la maison, mais...
Pour plus de détails, voir Fiche technique et Distribution.
J'étais à la maison, mais… (Ich war zuhause, aber…) est un film dramatique germano-serbe réalisé par Angela Schanelec et sorti en 2019. Le film remporte l'Ours d'argent de la meilleure réalisation à la Berlinale en 2019.

## Synopsis
Le fils d'Astrid, âgé de treize ans disparaît pendant une semaine. Il revient sale et blessé, sans dire un mot, sans explication. Astrid cherche alors à comprendre.

## Fiche technique
Sauf indication contraire, les informations mentionnées dans cette section peuvent être confirmées par la base de données cinématographiques IMDb,  présente dans la section « Liens externes ».
- Titre original : Ich war zuhause, aber…
- Titre français : J'étais à la maison, mais...
- Réalisation et scénario : Angela Schanelec
- Décors : Nora Willy
- Costumes : Birgitt Kilian
- Photographie : Ivan Marković
- Pays de production :  Allemagne,  Serbie
- Langue originale : allemand
- Format : couleur — 1,66:1
- Genre : drame
- Durée : 105 minutes
- Dates de sortie :
  - Allemagne : 12 février 2019 (Berlinale 2019) ; 15 août 2019 (sortie nationale)
  - Serbie : 2 mars 2019 (Festival international du film de Belgrade)
  - Canada : 11 septembre 2019 (Festival international du film de Toronto)
  - France : 23 juillet 2020 (FIDMarseille)[1] ; 5 janvier 2022

## Distribution
- Maren Eggert : Astrid
- Jakob Lassalle : Phillip
- Franz Rogowski : Lars
- Lilith Stangenberg : Claudia
- Clara Möller : Flo
- Alan Williams : Herr Meissner
- Jirka Zett : l'amie d'Astrid
- Dane Komljen : Jorge, le jeune réalisateur
- Devid Striesow : Gertjan
- Wolfgang Michael

## Sortie

### Accueil critique
En France, le site Allociné recense une moyenne des critiques presse de 2,8/5.
Le film est réalisé par Angela Schanelec, figure majeure de l'école de Berlin. Le film commence et se termine sur une scène animalière comme une fable. Seuls les animaux ne mentent pas. Astrid est à la recherche de la vérité, mais où est-elle ? Les enfants jouent Hamlet de Shakespeare. Le film est épuré, l'image est terne. Le climat du film est pesant.

## Distinctions
- Berlinale 2019 : Ours d'argent de la meilleure réalisation[4].